# تيم برهام
تيم برهام (بالإنجليزية: Tim Parham)‏ مواليد 18 مارس 1983 في شيكاغو، هو لاعب كرة سلة أمريكي. بدأ مسيرته الاحترافية في سنة 2006. يلعب في الدوري الكولومبي لكرة السلة كلاعب وسط. يبلغ طوله 6 قدم 9 بوصة (2.1 م). لعب مع فينيكس هاغن في الدوري الألماني لكرة السلة وهاماماتسو هيجاشيميكاوا فينيكس في دوري بي جاي.